# A Casa do Rio Vermelho
A Casa do Rio Vermelho é o título de um livro de memórias de Zélia Gattai, publicado em 1999. Relata o período de 21 anos em que ela e o marido, Jorge Amado, viveram na casa do bairro do Rio Vermelho, em Salvador.